# Rhizothera
Rhizothera – rodzaj ptaków z podrodziny bażantów (Phasianinae) w rodzinie kurowatych (Phasianidae).

## Występowanie
Rodzaj obejmuje gatunki występujące w Azji Południowo-Wschodniej.

## Morfologia
Długość ciała 37 cm; masa ciała samców 800 g, samic 697 g.

## Systematyka

### Nazewnictwo
Rhizothera: gr. ῥιζα rhiza „korzeń”; -θηρας -thēras „łowca”, od θηραο thēraō „polować”, od θηρ thēr, θηρος thēros „bestia, zwierzę”.

### Podział systematyczny
Do rodzaju należą następujące gatunki:
- Rhizothera longirostris – dżunglokur długodzioby
- Rhizothera dulitensis – dżunglokur białobrzuchy